# Alpine A523
Der Alpine A523 ist der Formel-1-Rennwagen von Alpine für die Formel-1-Weltmeisterschaft 2023. Es ist der 28. Formel-1-Wagen von Renault und der dritte, der unter der Bezeichnung Alpine in Erscheinung tritt. Vorgestellt wurde der A523 am 16. Februar 2023 in London.

## Technik und Entwicklung
Der A523 ist, wie alle Formel-1-Fahrzeuge des Jahres 2023, ein einsitziges Auto mit Hinterradantrieb, das ein Monocoque aus kohlenstofffaserverstärktem Kunststoff (CFK) verwendet. Zusätzlich zu diesem Monocoque sind viele weitere Teile des Fahrzeugs, einschließlich der Karosserieteile und des Lenkrads, aus CFK gefertigt. Die Bremsscheiben bestehen ebenfalls aus einem Verbundwerkstoff, der durch Kohlenstofffasern verstärkt ist.
Der A523 folgt dem A522 als neues Modell. Aufgrund der weitgehend unveränderten technischen Vorschriften gegenüber der Saison 2022 handelt es sich bei diesem Fahrzeug größtenteils um eine Weiterentwicklung, die die neuen Anforderungen für 2023 berücksichtigt. Neben der Anhebung des Unterbodens und der Vergrößerung der Rückspiegel wurde die Motorabdeckung vergrößert und es erfolgte ein Umstieg auf eine Pushrod- anstelle der Pullrod-Hinterradaufhängung.

### Motor und Getriebe
Der A523 hat einen 1,6-Liter-V6-Motor von Renault, dessen Drehzahl auf 15.000/min begrenzt ist. Dieser Motor ist ein turbogeladener Mittelmotor. Zusätzlich verfügt das Fahrzeug über einen Elektromotor mit einer Leistung von 120 kW, was es zu einem Hybrid-Elektrokraftfahrzeug macht. Die Entwicklung der Antriebseinheiten wurde seit Beginn der Saison 2022 für einen Zeitraum von 3 Jahren eingefroren, da die neue Generation aus Kostengründen erst für 2026 geplant ist.
Das Drehmoment wird über ein sequenzielles Achtganggetriebe (+ Rückwärtsgang) übertragen, das mit Schaltwippen betätigt wird und von Mercedes stammt. Das Fahrzeug ist mit lediglich zwei Pedalen ausgestattet, einem Gaspedal (rechts) und einem Bremspedal (links). Die Kupplung, die nur beim Anfahren aus dem Stand verwendet wird, wird ebenso wie viele andere Funktionen über einen Hebel am Lenkrad bedient.

### Reifen
Seit der Saison 2022 sind sämtliche Formel-1-Boliden mit 305 mm breiten Vorderreifen und 405 mm breiten Hinterreifen ausgestattet, die von dem Einheitslieferanten Pirelli zur Verfügung gestellt werden. Diese Reifen werden auf 18-Zoll-Rädern montiert. Pirelli bietet neben den P-Zero-Slick-Reifen auch Cinturato Intermediates und Full-Wets für nasse Bedingungen an. Für jedes Rennwochenende stellt Pirelli maßgeschneiderte Reifenmischungen bereit, die speziell auf die jeweilige Rennstrecke abgestimmt sind, und gibt Empfehlungen zur optimalen Nutzungsdauer. Die Anzahl der bereitgestellten Reifen ist durch das Regelwerk vorgegeben, wobei Regenrennen eine Ausnahme darstellen.
Ab dem Jahr 2023 sind insgesamt 6 verschiedene Slick-Reifenmischungen verfügbar (im Vergleich zu 5 im Jahr 2022). Diese Mischungen werden als C0 bis C5 bezeichnet, wobei C0 die härteste und C5 die weichste Mischung ist (das „C“ steht für Compound, daher die Bezeichnung). Die für die Saison 2023 überarbeiteten Regenreifen werden in zwei Kategorien unterteilt, nämlich „Wet“ (blau) und „Intermediate“ (grün), je nach ihrer Fähigkeit zur Wasserverdrängung pro Minute bei einer Geschwindigkeit von 300 km/h. Die Intermediate-Reifen können etwa 30 Liter pro Minute verdrängen, während die Wet-Reifen 85 Liter pro Minute bewältigen können.

### DRS
Der A523 ist, wie sämtliche Formel-1-Fahrzeuge seit 2011, mit einem Drag Reduction System (DRS) ausgestattet. Dieses System ermöglicht es, den Luftwiderstand des Fahrzeugs auf den Geraden durch das Flachstellen eines Teils des Heckflügels zu reduzieren, sofern es in Übereinstimmung mit den Regeln verwendet werden darf. Die Aktivierung des DRS erfolgt ebenfalls über einen Schalter am Lenkrad des Fahrzeugs.

### Sicherheitssysteme
Der A523 verfügt über das Halo-System, das eine zusätzliche Schutzvorrichtung für den Kopf des Fahrers darstellt. Für die Saison 2023 wurde der Überrollbügel des Fahrzeugs zusätzlich verstärkt, um die Sicherheit weiter zu erhöhen.

## Lackierung und Sponsoring
Alpine tritt in den Farben Blau und Rosa an, um das Team und Sponsor BWT zu repräsentieren. In Blau sind die Nase, die Motorabdeckung und der Überrollbügel lackiert. Die Seitenkästen erscheinen in Rosa.
Neben Alpine und Motorenhersteller Renault werben BP, Castrol, DuPont de Nemours, Genii Capital, Mapfre, Microsoft und RCI Banque auf dem Fahrzeug.

## Fahrer
Mit der Fahrerpaarung Esteban Ocon und Pierre Gasly schickt die Equipe ein rein französisches Fahrerduo in die Saison 2023.
Ocon bestreitet seine vierte Saison für das Team. Gasly wechselte von AlphaTauri und ersetzte Fernando Alonso nach zwei Jahren im Team, der ab 2023 bei Aston Martin Sebastian Vettel ersetzt.

## Ergebnisse

### Vereinfachte Darstellung
| Fahrer     | Nr.        | 1   | 2 | 3    | 4  | 5 | 6 | 7 | 8  | 9  | 10   | 11   | 12  | 13   | 14 | 15  | 16  | 17 | 18 | 19  | 20 | 21 | 22 | 23 | Punkte | Rang |
| ---------- | ---------- | --- | - | ---- | -- | - | - | - | -- | -- | ---- | ---- | --- | ---- | -- | --- | --- | -- | -- | --- | -- | -- | -- | -- | ------ | ---- |
| F1 WM 2023 | F1 WM 2023 |     |   |      |    |   |   |   |    |    |      |      |     |      |    |     |     |    |    |     |    |    |    |    | 120    | 6.   |
| P. Gasly   | 10         | 9   | 9 | *13* | 14 | 8 | C | 7 | 10 | 12 | 10   | *18* | DNF | 3113 | 3  | 15  | 6   | 10 | 12 | 767 | 11 | 7  | 11 | 13 | 120    | 6.   |
| E. Ocon    | 31         | DNF | 8 | *14* | 15 | 9 | C | 3 | 8  | 8  | 7147 | DNF  | DNF | 8    | 10 | DNF | DNF | 9  | 7  | DNF | 10 | 10 | 4  | 12 | 120    | 6.   |

| Legende  | Legende            | Legende                                                          |
| Farbe    | Abkürzung          | Bedeutung                                                        |
| -------- | ------------------ | ---------------------------------------------------------------- |
| Gold     | –                  | Sieg                                                             |
| Silber   | –                  | 2. Platz                                                         |
| Bronze   | –                  | 3. Platz                                                         |
| Grün     | –                  | Platzierung in den Punkten                                       |
| Blau     | –                  | Klassifiziert außerhalb der Punkteränge                          |
| Violett  | DNF                | Rennen nicht beendet (did not finish)                            |
| Violett  | NC                 | nicht klassifiziert (not classified)                             |
| Rot      | DNQ                | nicht qualifiziert (did not qualify)                             |
| Rot      | DNPQ               | in Vorqualifikation gescheitert (did not pre-qualify)            |
| Schwarz  | DSQ                | disqualifiziert (disqualified)                                   |
| Weiß     | DNS                | nicht am Start (did not start)                                   |
| Weiß     | WD                 | zurückgezogen (withdrawn)                                        |
| Hellblau | PO                 | nur am Training teilgenommen (practiced only)                    |
| Hellblau | TD                 | Freitags-Testfahrer (test driver)                                |
| ohne     | DNP                | nicht am Training teilgenommen (did not practice)                |
| ohne     | INJ                | verletzt oder krank (injured)                                    |
| ohne     | EX                 | ausgeschlossen (excluded)                                        |
| ohne     | DNA                | nicht erschienen (did not arrive)                                |
| ohne     | C                  | Rennen abgesagt (cancelled)                                      |
| ohne     | keine WM-Teilnahme |                                                                  |
| sonstige | P/fett             | Pole-Position                                                    |
| sonstige | 1/2/3/4/5/6/7/8    | Punktplatzierung im Sprint-/Qualifikationsrennen                 |
| sonstige | SR/kursiv          | Schnellste Rennrunde                                             |
| sonstige | *                  | nicht im Ziel, aufgrund der zurückgelegten Distanz aber gewertet |
| sonstige | ()                 | Streichresultate                                                 |
| sonstige | unterstrichen      | Führender in der Gesamtwertung                                   |

### Detaillierte Darstellung inkl. Sprintrennen (SPR) und Hauptrennen (HAU)
| Pos                             | Fahrer   | Nr. | 1   | 2   | 3    | 4   | 4   | 5   | 6   | 7   | 8   | 9  | 10 | 10 | 11   | 12  | 13 | 13 | 14 | 15  | 16  | 17 | 18  | 18 | 19 | 19  | 20 | 21 | 21 | 22 | 23 | Punkte |
| ------------------------------- | -------- | --- | --- | --- | ---- | --- | --- | --- | --- | --- | --- | -- | -- | -- | ---- | --- | -- | -- | -- | --- | --- | -- | --- | -- | -- | --- | -- | -- | -- | -- | -- | ------ |
| Formel-1 Weltmeisterschaft 2023 |          |     |     |     |      |     |     |     |     |     |     |    |    |    |      |     |    |    |    |     |     |    |     |    |    |     |    |    |    |    |    |        |
| SPR                             | HAU      | SPR | HAU | SPR | HAU  | SPR | HAU | SPR | HAU | SPR | HAU |    |    |    |      |     |    |    |    |     |     |    |     |    |    |     |    |    |    |    |    |        |
| 10.                             | P. Gasly | 10  | 9   | 9   | *13* | 13  | 14  | 8   | C   | 7   | 10  | 12 | 15 | 10 | *18* | DNF | 3  | 11 | 3  | 15  | 6   | 10 | 9   | 12 | 7  | 6   | 11 | 13 | 7  | 11 | 13 | 62     |
| 12.                             | E. Ocon  | 31  | DNF | 8   | *14* | 18  | 15  | 9   | C   | 3   | 8   | 8  | 7  | 14 | DNF  | DNF | 9  | 8  | 10 | DNF | DNF | 9  | DNF | 7  | 11 | DNF | 10 | 14 | 10 | 4  | 12 | 58     |

| Legende  | Legende            | Legende                                                          |
| Farbe    | Abkürzung          | Bedeutung                                                        |
| -------- | ------------------ | ---------------------------------------------------------------- |
| Gold     | –                  | Sieg                                                             |
| Silber   | –                  | 2. Platz                                                         |
| Bronze   | –                  | 3. Platz                                                         |
| Grün     | –                  | Platzierung in den Punkten                                       |
| Blau     | –                  | Klassifiziert außerhalb der Punkteränge                          |
| Violett  | DNF                | Rennen nicht beendet (did not finish)                            |
| Violett  | NC                 | nicht klassifiziert (not classified)                             |
| Rot      | DNQ                | nicht qualifiziert (did not qualify)                             |
| Rot      | DNPQ               | in Vorqualifikation gescheitert (did not pre-qualify)            |
| Schwarz  | DSQ                | disqualifiziert (disqualified)                                   |
| Weiß     | DNS                | nicht am Start (did not start)                                   |
| Weiß     | WD                 | zurückgezogen (withdrawn)                                        |
| Hellblau | PO                 | nur am Training teilgenommen (practiced only)                    |
| Hellblau | TD                 | Freitags-Testfahrer (test driver)                                |
| ohne     | DNP                | nicht am Training teilgenommen (did not practice)                |
| ohne     | INJ                | verletzt oder krank (injured)                                    |
| ohne     | EX                 | ausgeschlossen (excluded)                                        |
| ohne     | DNA                | nicht erschienen (did not arrive)                                |
| ohne     | C                  | Rennen abgesagt (cancelled)                                      |
| ohne     | keine WM-Teilnahme |                                                                  |
| sonstige | P/fett             | Pole-Position                                                    |
| sonstige | 1/2/3/4/5/6/7/8    | Punktplatzierung im Sprint-/Qualifikationsrennen                 |
| sonstige | SR/kursiv          | Schnellste Rennrunde                                             |
| sonstige | *                  | nicht im Ziel, aufgrund der zurückgelegten Distanz aber gewertet |
| sonstige | ()                 | Streichresultate                                                 |
| sonstige | unterstrichen      | Führender in der Gesamtwertung                                   |